# Paramo (biotope)
Pour les articles homonymes, voir Paramo.

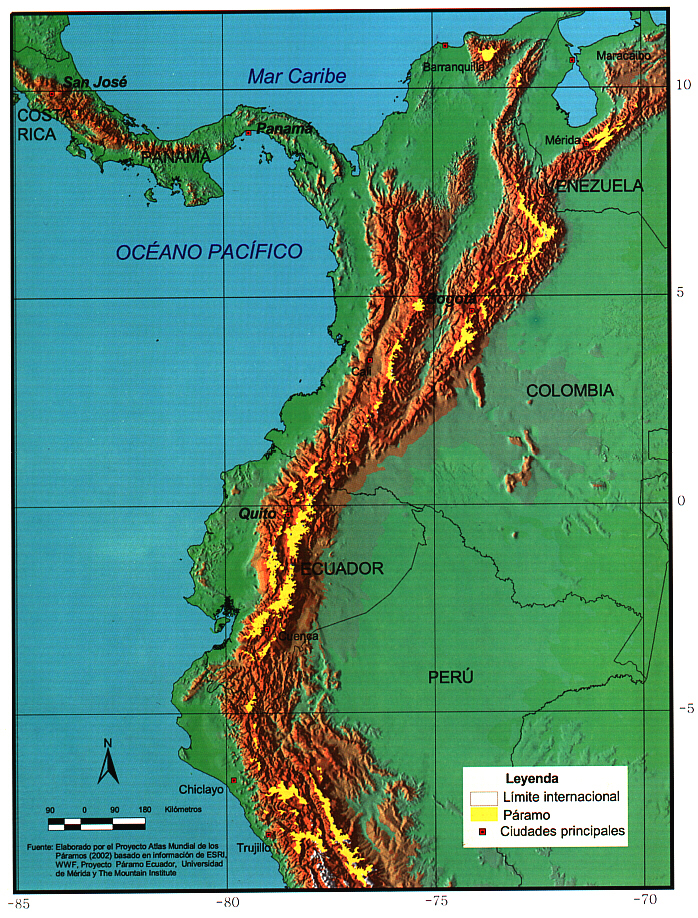
Carte des Paramos (en jaune)

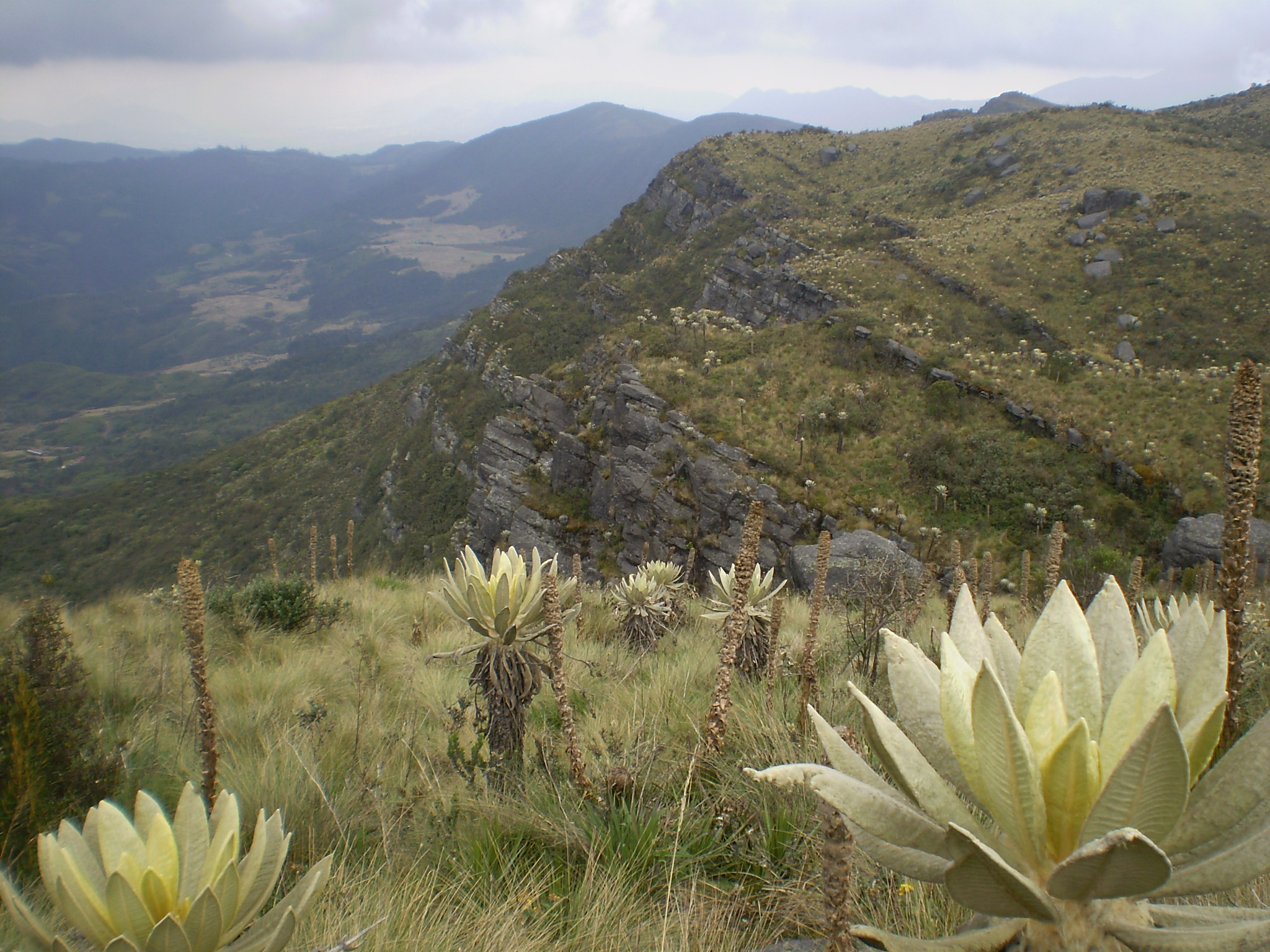
Paramo de Guerrero (Cogua, Colombie)

Le paramo (de l'espagnol páramo : plateau, lande) est un biotope néotropical d'altitude, qu'on trouve dans la cordillère des Andes, entre la limite des forêts et les neiges éternelles.

## Localisation
La plupart des paramos se situent dans la partie supérieure du nord de la cordillère des Andes, à peu près entre 11° de latitude nord et 4,5° de latitude sud. Ils forment une ceinture discontinue entre la cordillère de Mérida au Venezuela et la dépression de Huancabamba dans le nord du Pérou. Trois zones supplémentaires existent, l'une dans la Sierra de los Cuchumatanes au Guatemala, une autre dans la cordillère de Talamanca du Costa Rica et du Panama, et un autre dans la Sierra Nevada de Santa Marta en Colombie. Le plus grand paramo du monde est Sumapaz. Il est situé en Colombie à environ 30 km de Bogota et fait partie du district de la capitale.
Un des meilleurs exemples de paramo relativement peu perturbé peut être trouvé à la Station biologique de Guandera dans le nord de l’Équateur.
La superficie totale couverte par des paramos est estimée entre 35 000 et 77 000 km2. Cet écart est principalement dû aux incertitudes quant à la limite inférieure du paramo. La ligne de forêt naturelle est gravement altérée par l'activité humaine (exploitation forestière, brûlage répété, pâturage intensif), ce qui rend la différence entre les prairies naturelles et artificielles difficile à distinguer. Le subparamo est grandement influencé par l'homme, probablement en raison de la coupe et du brûlage étendu à l'extrémité supérieure de la limite des arbres, et peut être une anthropisation de la forêt montagnarde supérieure dégradée.
Des prairies alpines tropicales similaires au paramo sont abondamment présentes dans d'autres continents, telles que la ceinture afroalpine, qui s'étend de l'Éthiopie et de l'Ouganda au Kenya, la Tanzanie et l'Afrique du Sud. On en rencontre dans une moindre mesure en Nouvelle-Guinée et en Indonésie.

## Végétation

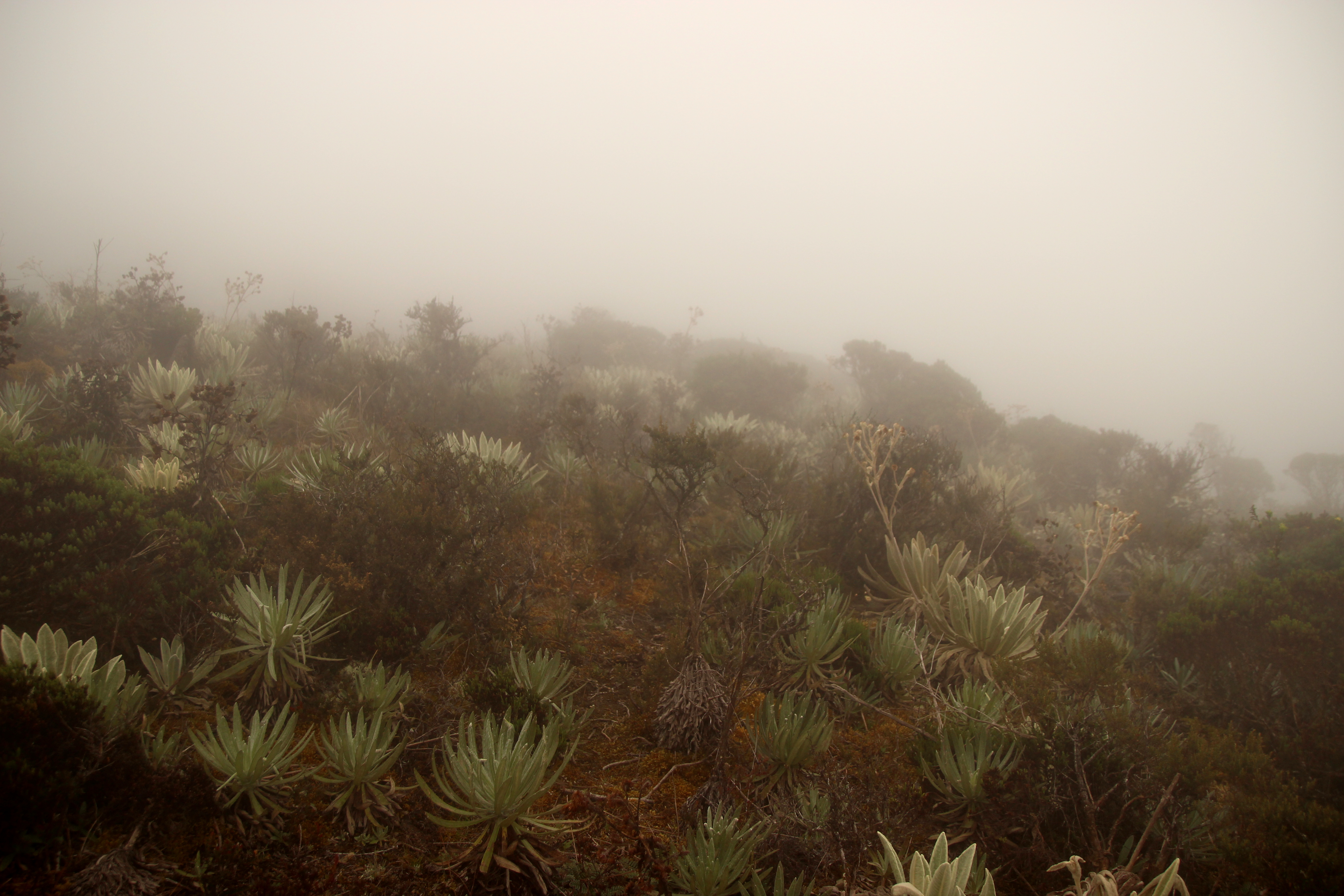
Végétation et brume typiques du Paramo de San José, au Venezuela

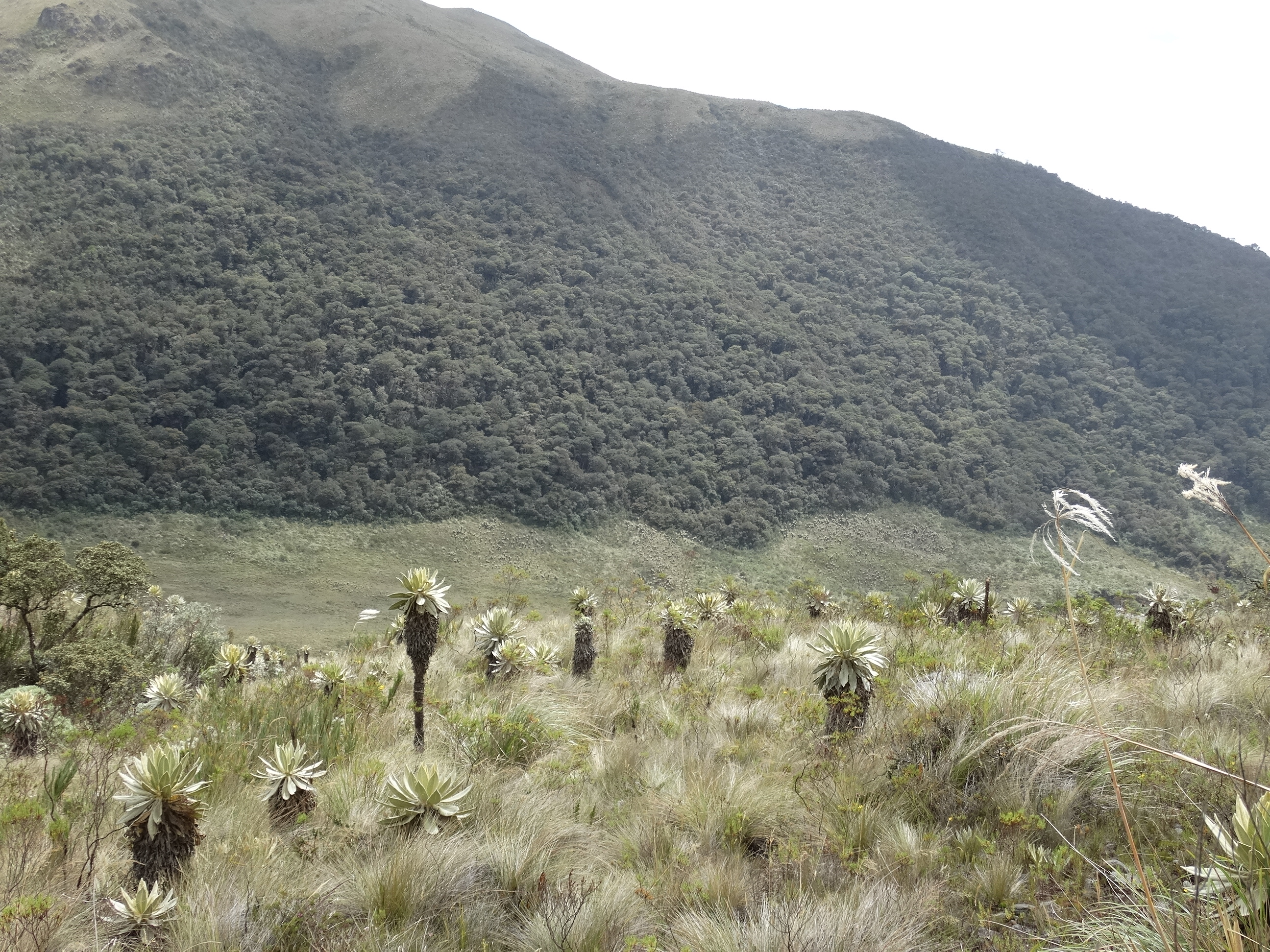
Paramo de Yerbabuena en Colombie. En premier plan, plusieurs spécimens de Espeletia. Derrière, une flore arbustive dense typique des paramos.

L'isolement et la fragmentation du paramo sur les hauts plateaux andins favorise une haute spéciation et un endémisme exceptionnellement élevé. L'écosystème abrite environ 5 000 espèces de plantes différentes. Environ 60 % de ces espèces sont endémiques, adaptées aux conditions physico-chimiques et climatiques spécifiques, telles que la faible pression atmosphérique, l'intense rayonnement ultra-violet et les effets desséchants du vent. La végétation se compose principalement de touffes d'herbes, de rosettes, d'arbustes nains et de plantes en coussinet et de rosettes géantes remarquables telles que Espeletia et Puya.
Dans certaines régions, un gradient altitudinal de la végétation est clairement présent. Dans le subparamo, à 2 500–3 100 m d'altitude, des mosaïques d'arbustes et de petits arbres alternent avec les prairies. De vastes forêts de nuages peuvent se développer à certains endroits, constituées de petits arbres tordus et noueux avec de petites feuilles épaisses notophylles, et de nombreuses épiphytes.
Dans le paramo proprement dit (3 100–4 100 m), les prairies dominent et des zones avec des espèces ligneuses telles que Polylepis et Gynoxys n'existent que dans des endroits abrités et le long de cours d'eau.
Le superparamo est une zone étroite à la végétation rare comprise entre le paramo herbeux et la ligne des neiges. Dans tous les ceintures de végétation, des types de végétation azonales (tourbières, marais, végétation aquatique) existent sur terrain plat et perhumide.
Principales familles
Les familles de plantes les plus importantes sont les Asteraceae (y compris les frailejones), les Orchidaceae et les Poaceae ou graminées. L'espèce peut-être la plus largement distribuée, l'herbe Calamagrostis intermedia, appartient à cette dernière famille.
D'autres familles importantes sont les Apiaceae, Blechnaceae, Brassicaceae, Bromeliaceae, Campanulaceae, Cyperaceae, Dicranaceae, Dryopteridaceae, Ericaceae, Eriocaulaceae, Escrofulariaceae, Gentianaceae, Haloragaceae, Hypericaceae, Juncaceae, Lentibulariaceae, Lycopodiaceae, Lobeliaceae, Loganiaceae, Melastomataceae, Onagraceae, Plantaginaceae, Rosaceae, Rubiaceae, Solanaceae, Violaceae et les Valerianaceae.

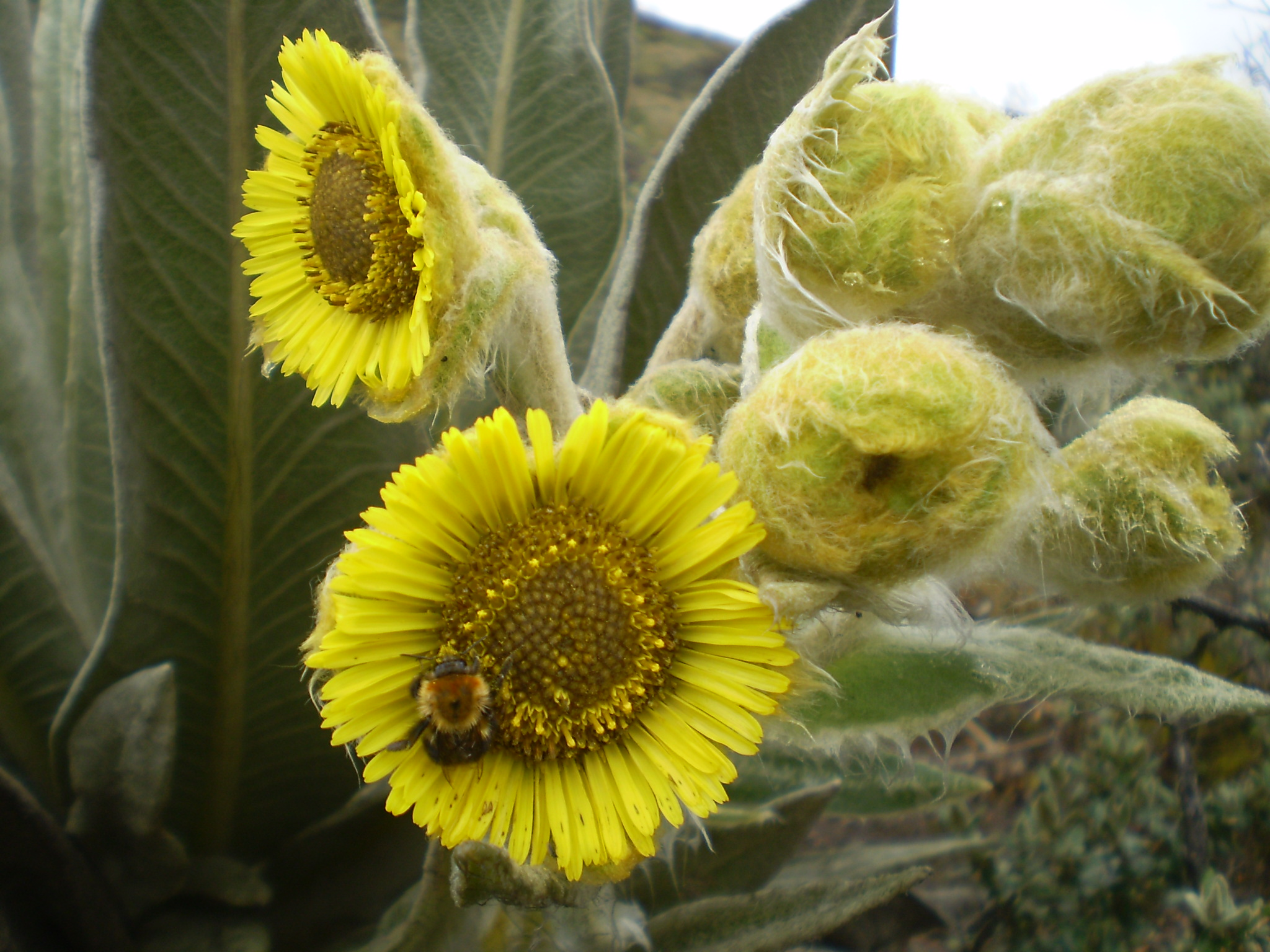
Paramo de Guerrero (Cogua, Colombie, 3.500 m)
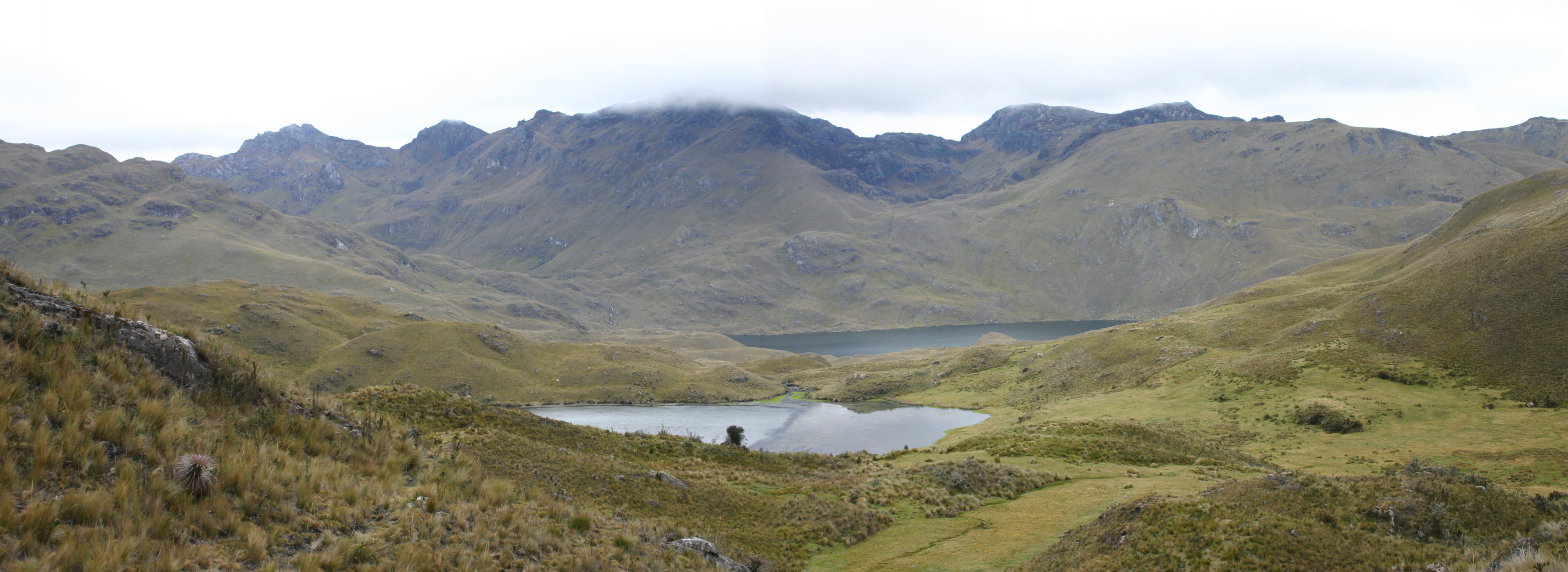
Paramo, Équateur
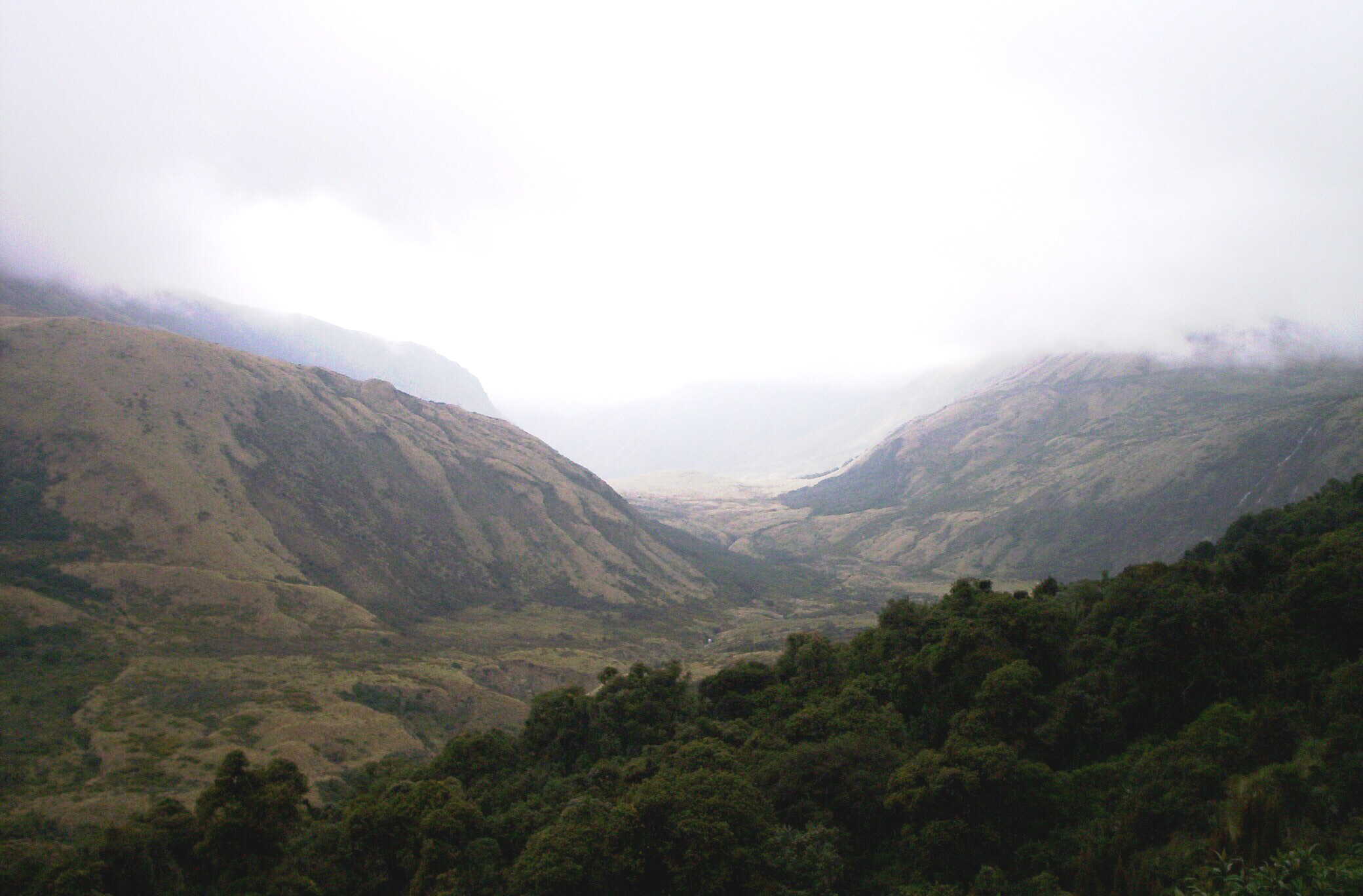
Paramo humide près de Oyacachi, Réserve écologique Cayambe-Coca (Napo, Équateur)
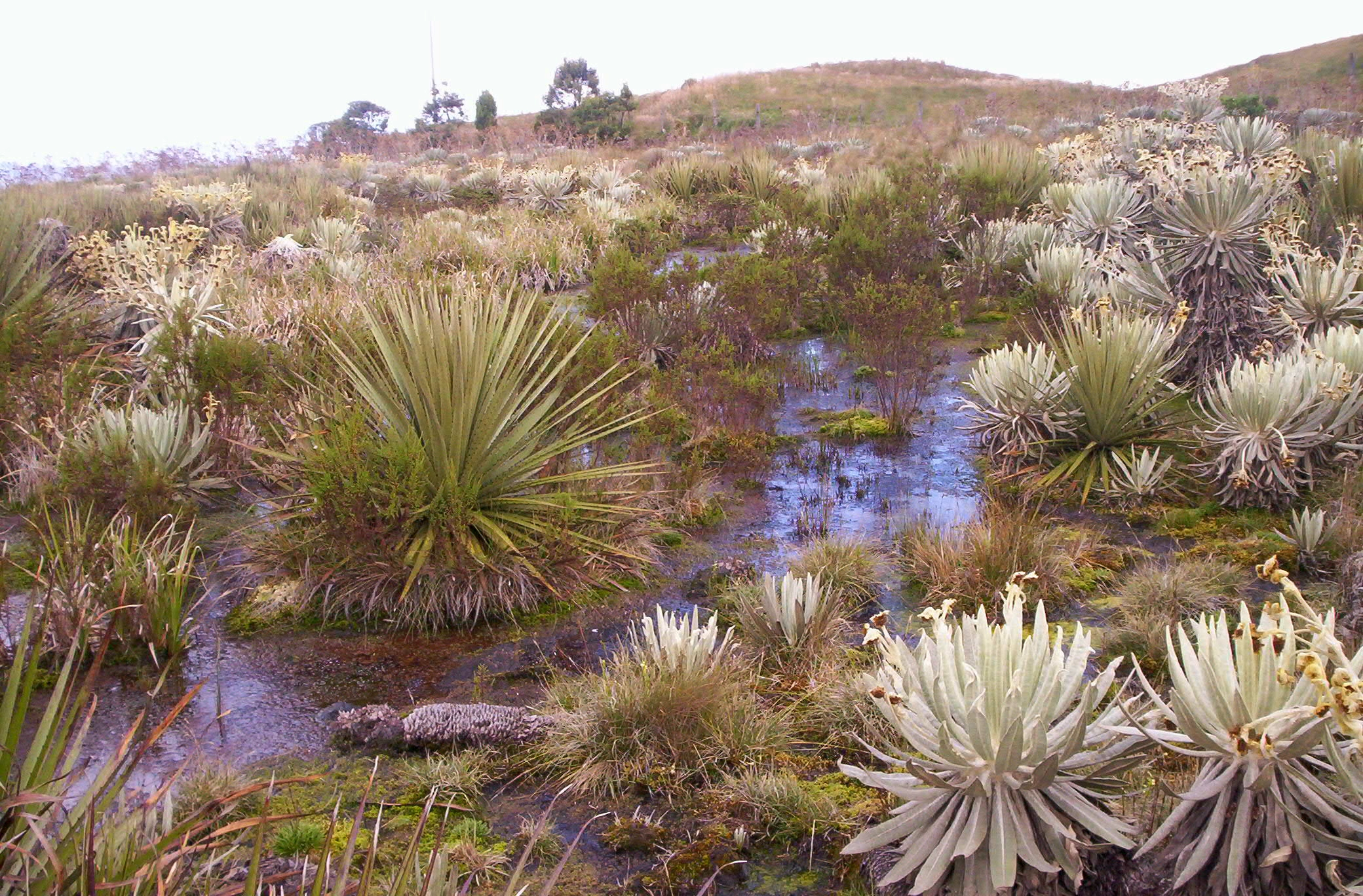
Paramo de Rabanal (Boyacá, Colombie)
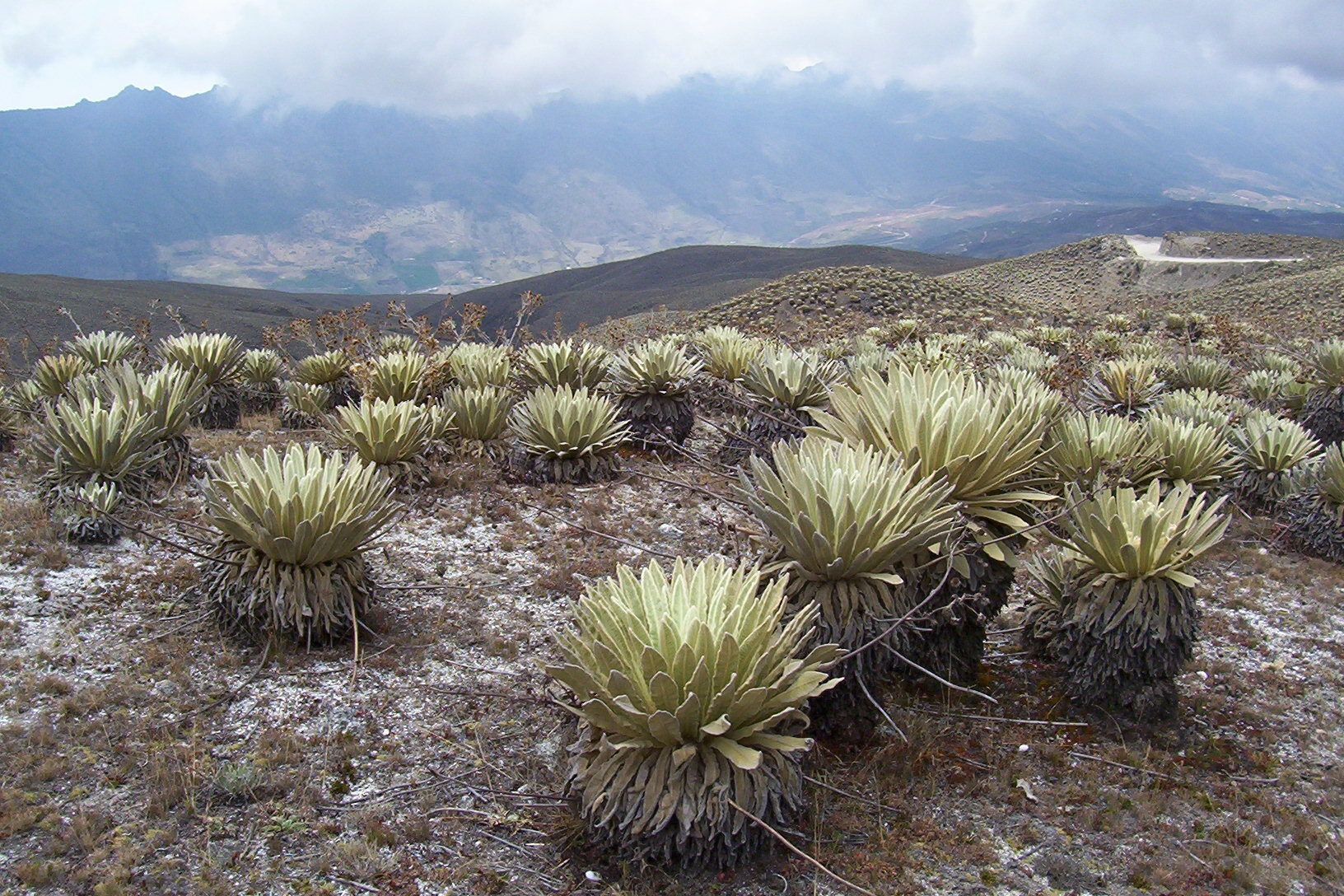
Paramo de Piedras Blancas (Mérida, Venezuela)
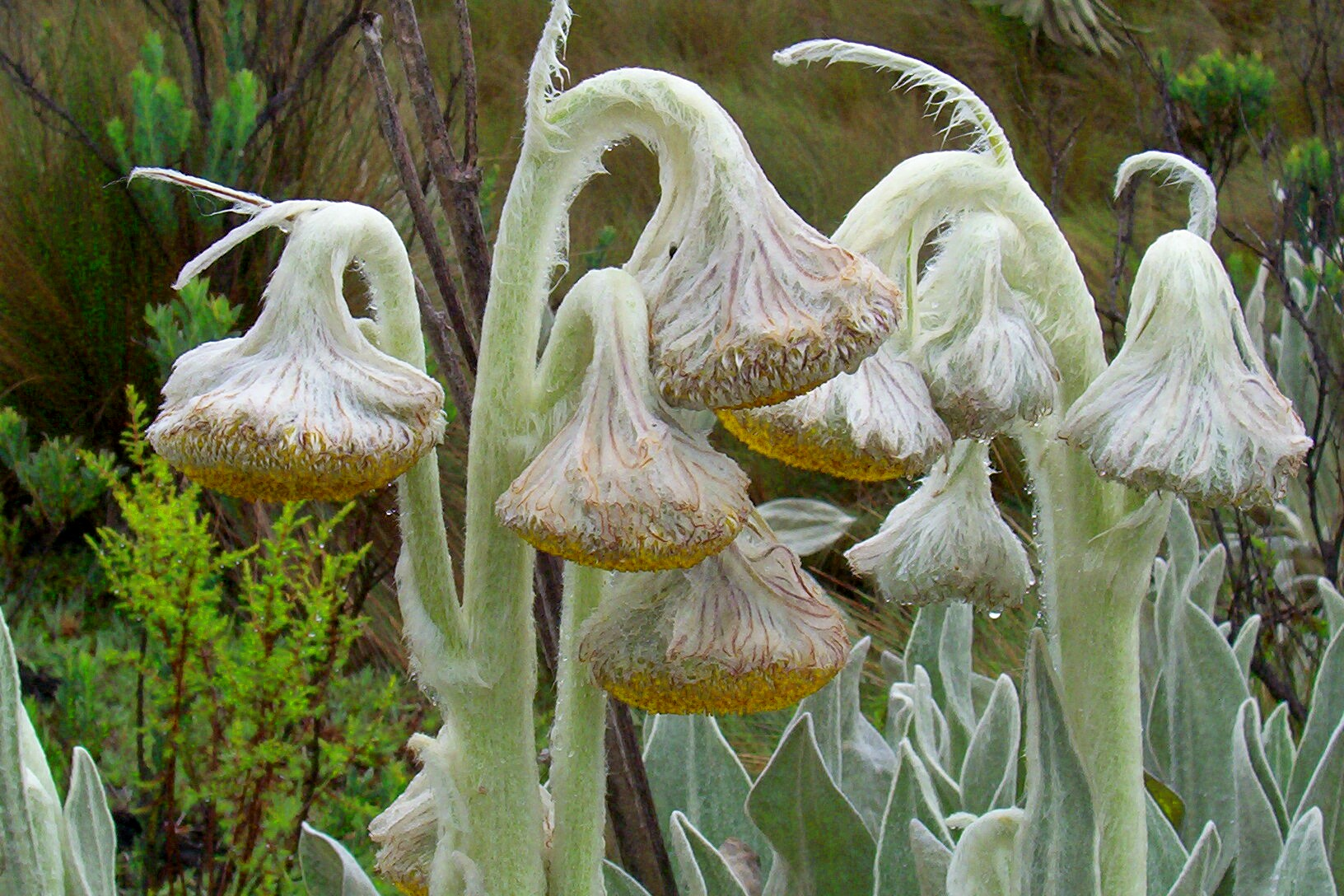
Culcitium (Astéracées), adaptée au climat des paramos de Chiles et Carchi (Équateur)
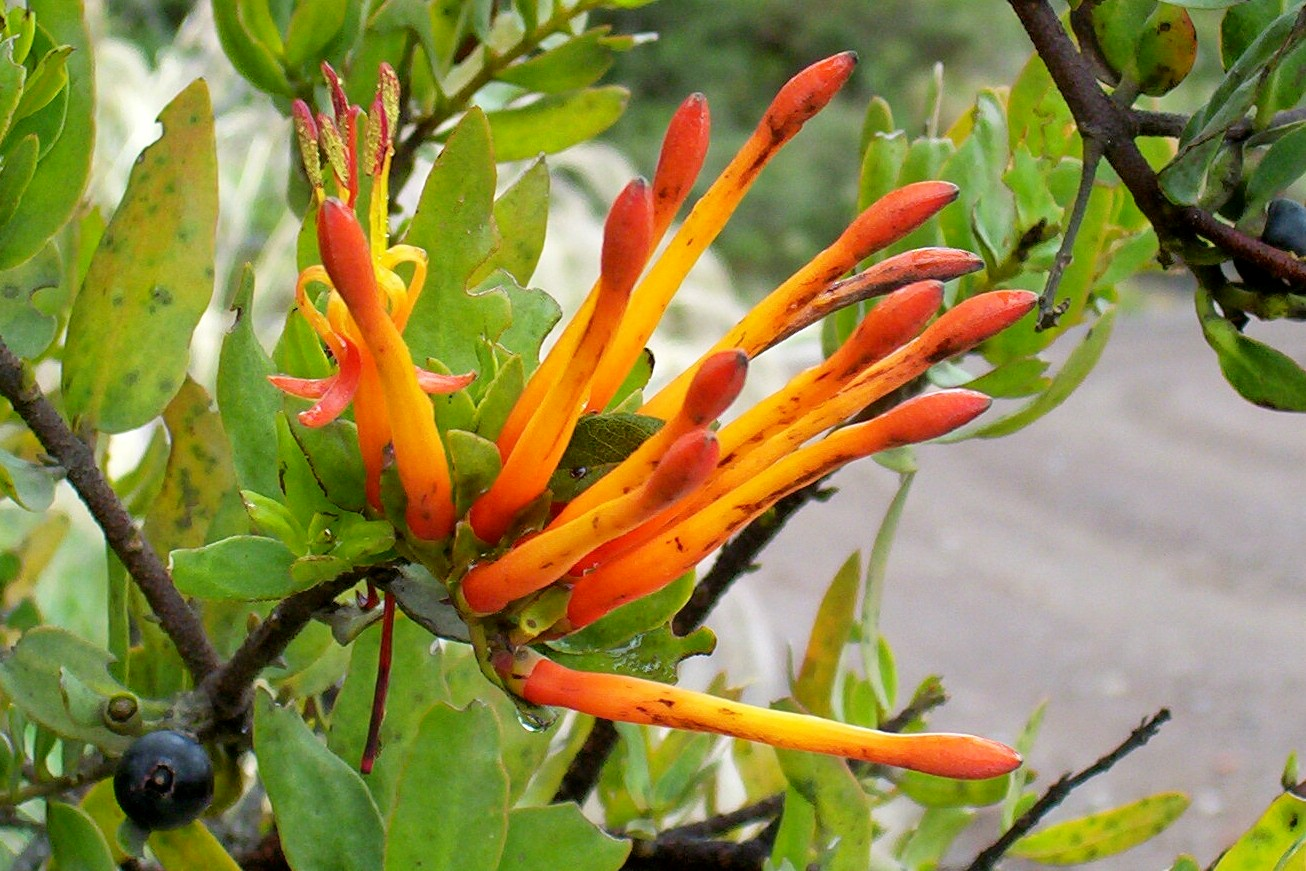
Thristerix longebracteatum, parasite des paramos de Chiles (Équateur)

## Faune
Les animaux présentent eux aussi d'importantes adaptations majeures pour garder leur chaleur comme des couches épaisses et des couleurs foncées. Les adaptations éthologiques sont également fréquentes.
Les animaux propres (pas nécessairement exclusivement) au paramo sont les ours à lunettes (Tremarctos ornatus), le loup ou le renard du paramo (Pseudalopex culpaeus), le lapin (Sylvilagus brasiliensis), le chat du paramo (Felis colocolo), le cerf à queue blanche (Odocoileus virginianus), plusieurs espèces de rongeurs, le Condor des Andes (Vultur gryphus) et plusieurs espèces d'aigles, les mouettes, les canards, les hiboux et les colibris.
La grenouille appelée jambato negro en Équateur (Atelopus ignescens) était autrefois abondante. Considérée comme éteinte depuis 1988, elle a été redécouverte en 2016. Le genre de lézards Stenocercus est l'un des rares représentants des reptiles. La faune aquatique est très diversifiée et comprend des poissons-chats (Astroblepus). La faune des invertébrés est mal connue.

## Écorégions
Le Fonds mondial pour la nature a identifié cinq écorégions de paramo distinctes :
- Paramo de la Cordillère centrale (sud Équateur et le nord du Pérou)[5].
- Paramo de la Cordillère de Mérida (Venezuela)[6].
- Paramo des Andes septentrionales (Colombie, Équateur)[7], qui comprend le Paramo Sumapaz (Colombie)[8].
- Paramo du Santa Marta Páramo (Colombie)[9].
- Paramo du Costa Rica ou páramo Talamanca (Costa Rica, Panama).

## Intérêt socio-économique et perspectives

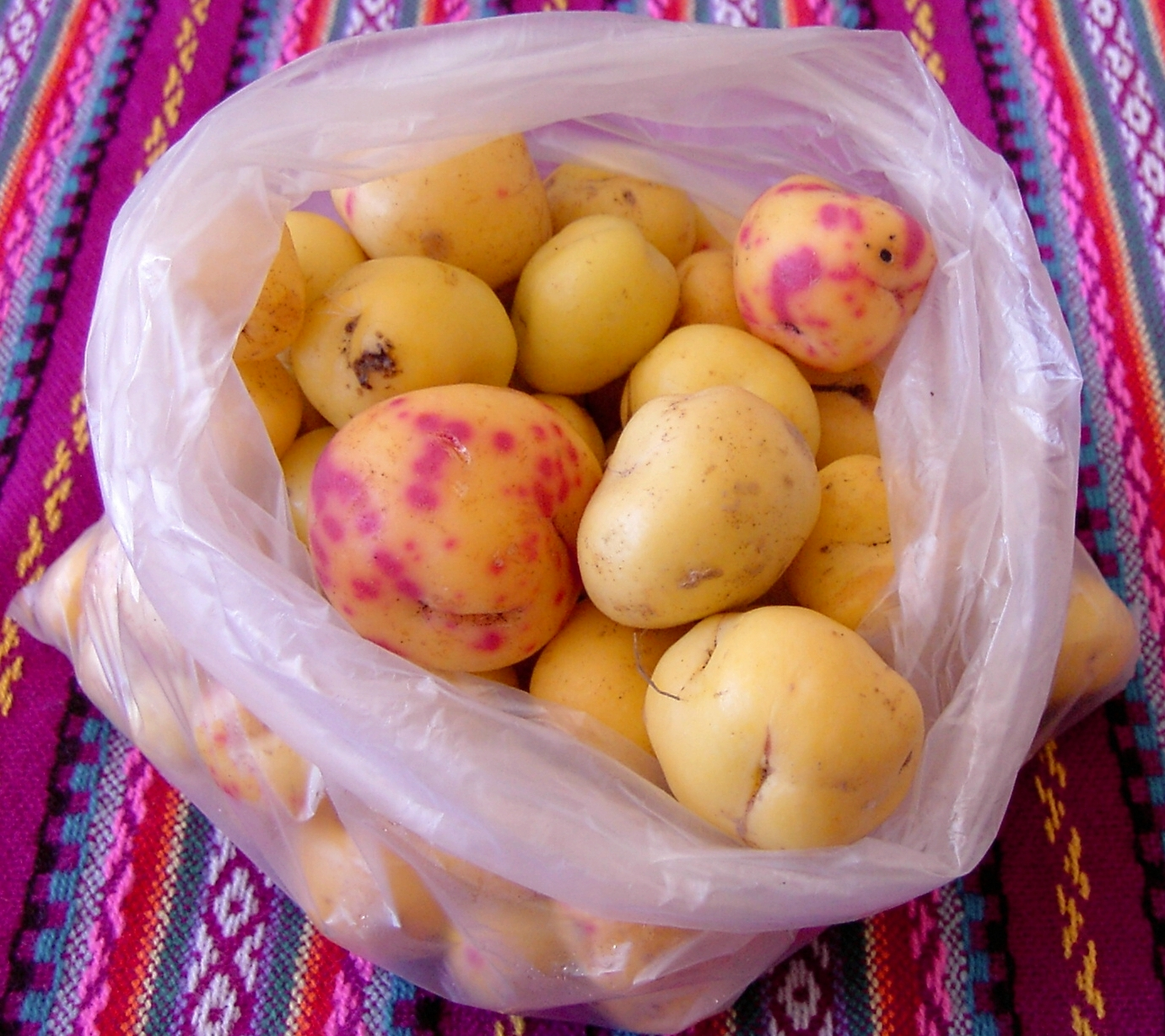
Ulluques (Ullucus tuberosus), une culture typique des paramos.

Malgré l'éloignement et le climat froid et humide, l'activité humaine dans le paramo n'est pas rare. La présence humaine dans les Hautes Andes date de l'époque préhistorique, mais se limite principalement au pâturage extensif du bétail laissé en liberté.
Les habitants ont utilisé l'écosystème pour l'eau, la nourriture, la médecine, le bois de chauffage, les matériaux de construction, etc. Plusieurs tubercules andins ou des légumes-racines comme l'ulluque (Ullucus tuberosus), l'oca du Pérou (Oxalis tuberosa) et la capucine tubéreuse (Tropaeolum tuberosum) sont typiques de la partie supérieure de la cordillère des Andes.
Les montagnes et les lacs ont été au cœur de la religion andine. L'époque de la conquête coloniale a vu une détérioration de l'écosystème par les espèces exotiques, comme les moutons, chevaux et vaches. Aujourd'hui, les landes sont pour la plupart habitées et utilisées directement par les populations rurales et / ou indigènes, largement marginalisées et dans un état d'extrême pauvreté. Ces personnes, qui constituent une véritable culture de la lande (lui-même écosystème diversifié long) qui sont en danger d'extinction, y ont vécu dans de nombreux cas depuis des générations, mais le plus grand impact de ces dernières décennies a été la distribution inégale des terres, qui oblige ces personnes à faire reculer la frontière agricole, brûlant la paille, à amener leurs troupeaux sur les collines et à utiliser le bois comme bois de chauffage. Des plantations ont également été effectuées, parfois à l'échelle industrielle, d'espèces exotiques ligneuses, en particulier le pin de Monterey (Pinus radiata), qui ont une incidence négative sur les écosystèmes et la diversité des sols. Dans certains endroits, l'impact de l'exploitation minière est également très grave.
Toutefois, le paramo fournit toute une gamme de services environnementaux. Les plus importants sont le stockage du Carbone organique total et l'approvisionnement en eau. Les rivières descendant du paramo sont caractérisées par un débit de base élevé et soutenu. Compte tenu des difficultés à extraire les eaux souterraines, l'eau de surface du paramo est intensivement utilisée pour la consommation, l'irrigation et l'hydroélectricité. Il n'est pas exagéré de dire que les grandes villes, y compris des cités comme Mérida, Bogota, Quito et Cajamarca, dépendent fondamentalement de la santé de cet écosystème.

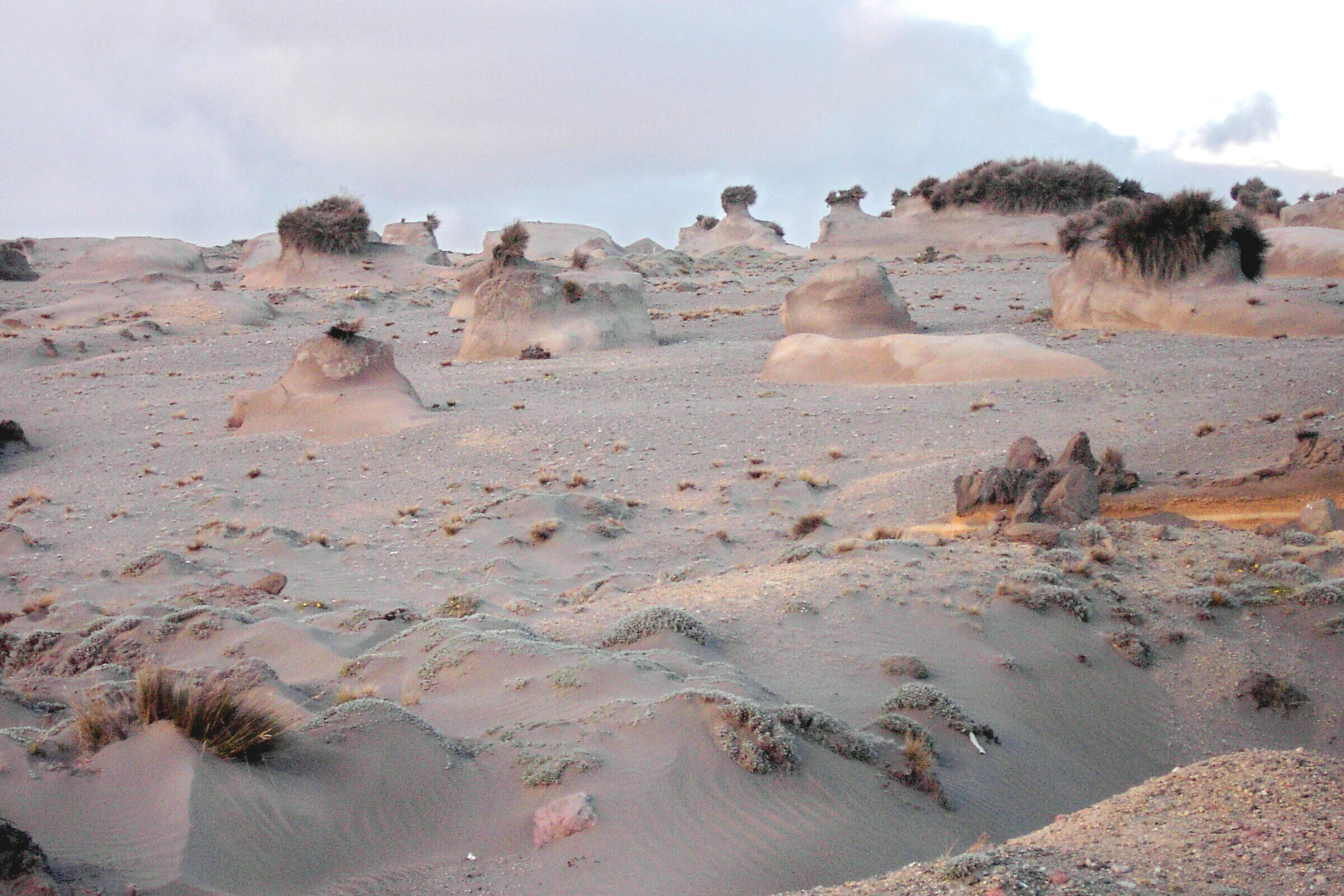
L'érosion éolienne et le surpâturage dans les paramos sablonneux des pentes du Chimborazo, Équateur.

Le réchauffement de la planète affecte également l'écosystème de deux façons : d'abord, la fonte des glaciers qui affecte le stockage et la distribution d'eau, d'autre part, les caractéristiques des sols dépendent du maintien d'une température basse. Une élévation de la température signifie que les sols perdent leur structure particulière et leur capacité de rétention de l'eau.
Cependant, le manque de sensibilisation, le manque de politiques de conservation intégrée des écosystèmes et d'autres services environnementaux, comme le stockage du carbone dans le sol, font que ces paysages sont dégradés. Il y a des efforts qui visent à établir une bonne gestion de l'écosystème sur place, en essayant de générer des alternatives économiques pour les populations du paramo et ex situ, à travers la création de politique de sensibilisation et de prise de conscience des élites et de la population.
L'intensification de la culture dans les vallées et la protection des sources d'eau dans les hautes terres, avec l'introduction des troupeaux de camélidés andins (qui dégradent moins que les espèces exotiques) sont des remèdes à appliquer dans le cadre des plans de gestion qui sont conçus pour des sites différents du paramo.
Cependant, une conservation efficace et humaine ne pourra être atteinte qu'avec des changements structurels sur le plan politique, éducatif et social.